# Kimstads landskommun
Kimstads landskommun var en tidigare kommun i Östergötlands län.

## Administrativ historik
När 1862 års kommunalförordningar trädde i kraft inrättades i Sverige cirka 2 500 kommuner. Huvuddelen av dessa var landskommuner (baserade på den äldre sockenindelningen), vartill kom 89 städer och åtta köpingar. Då inrättades i Kimstads socken i Memmings härad i Östergötland denna kommun.
1952 uppgick denna landskommun i Norsholms landskommun och området ligger sedan 1971 i Norrköpings kommun.

## Politik

### Mandatfördelning i Kimstads landskommun 1938-1946
| 12 | 2 | 1 | 5 |

| 18 |

| 12 | 2 | 2 | 4 |

| 18 |

| 1 | 11 | 3 | 3 | 2 |

| 16 | 4 |